# Cyclo-octanol
Cyclo-octanol is een alcohol afgeleid van cyclo-octaan.

## Synthese
Cyclo-octanol wordt bereid uitgaande van cyclo-octeen. De reactie van cyclo-octeen met mierenzuur levert cyclo-octylformiaat. Deze ester wordt dan ofwel gehydrolyseerd met een base (typisch natriumhydroxide), waarbij cyclo-octanol en natriumformiaat worden gevormd. Ofwel wordt een omestering met een alcohol (zoals methanol) doorgevoerd, waarbij cyclo-octanol en methylformiaat ontstaan. Deze laatste reactie is een evenwichtsreactie. Door het lagere kookpunt van methylformiaat (32 °C) ten opzichte van methanol en de cyclo-octyldrivaten, is dit reactieproduct eenvoudig door destillatie uit het reactiemengsel te verwijderen, waardoor de reactie aflopend wordt.
De rechtstreekse katalytische oxidatie van cyclo-octaan levert een mengsel op van in hoofdzaak cyclo-octanon en cyclo-octanol samen met andere oxidatieproducten.

## Toepassingen
Cyclo-octanol is een intermediair product voor de bereiding van onder meer cyclo-octanon door oxidatie van de hydroxylgroep. Cyclo-octanon wordt onder meer in de farmaceutische sector gebruikt.
Cyclo-octanol is ook een intermediair voor de bereiding van geurstoffen.